# Taban Airlines
Taban Airlines (en persan : تابان ایر, Tābān Air) est une compagnie aérienne basée à Mashhad, Iran. Elle exploite des vols internationaux, nationaux et charters comme un transporteur régulier.

## Codes
- Code OACI : TBM

## Histoire
La compagnie a été fondée en 2005 et commence à opérer en 2006. Taban Airlines a été fondée par le Capitaine Asghar Abdollahpour (en persan : خلبان اصغر عبدالله پور).

## Services
Taban Airlines propose les services  suivantes (en décembre 2006). 
- Destinations régulières nationales : Mashhad, Téhéran, Ispahan, Chiraz, Ahvaz, Kharg et Kish.
- Destinations régulières internationales : Damas et Almaty.

## Flotte
La flotte Taban Airlines inclut les appareils suivants (en novembre 2006):
- 1 BAe 146
- 1 Tupolev Tu-154M